# Lampadia webbiana
Lampadia webbiana es una especie de molusco gasterópodo de la familia Helicidae en el orden de los Stylommatophora.

## Distribución geográfica
Es endémica de Madeira.